# Fariñentas (manzana)
Fariñentas es el nombre de una variedad cultivar de manzano (Malus domestica). Esta manzana es originaria de Galicia, está cultivada en la colección de árboles frutales y banco de germoplasma de Mabegondo con el Nº 217; ejemplares procedentes de esquejes localizados en San Xurxo de Cristimil, parroquia del municipio de Lalín (Pontevedra).

## Sinónimos
- "Manzana Fariñentas",[4][5]
- "Maceira Fariñentas".

## Características
El manzano de la variedad 'Fariñentas' tiene un vigor medio. Tamaño grande y porte erguido.
Época de inicio de brotación a partir del 18 de abril y de floración a partir del 7 de mayo.
Las hojas tienen una longitud del limbo de tamaño medio, con la máxima anchura del limbo es estrecha. Longitud de las estípulas es corta y la máxima anchura de las estípulas es media. Denticulación del borde del limbo es serrado, con la forma del ápice del limbo cuspidado y la forma de la base del limbo es obtuso. Con subestípulas presentes.
Sus flores tienen una longitud de los pétalos corta, con una anchura de los pétalos estrecha, disposición de los pétalos en contacto entre sí, con una longitud del pedúnculo corta.
La variedad de manzana 'Fariñentas' tiene un fruto de tamaño pequeño, de forma globoso-cónica, de color amarillo, sin chapa. Epidermis de textura desigual, sin pruina en su superficie y con presencia de cera débil. Sensibilidad al "russeting" (pardeamiento áspero superficial que presentan algunas variedades) muy poco sensible. Con lenticelas de tamaño mediano.
Los sépalos están dispuestos de forma parcialmente replegados, y superpuestos en su base; su fosa calicina es muy profunda y de una anchura media. Pedúnculo de grosor medio y de longitud largo, siendo la cavidad peduncular de una profundidad media y de anchura media. Con pulpa de color blanca-crema, cuya firmeza es intermedia y su textura es intermedia; su jugosidad es seca, con sabor de acidez media-baja, y poco aromática.
Época de maduración y recolección desde el 1 de octubre. 'Fariñentas' es una manzana que su destino es la conservación de esta variedad en el banco de germoplasma de Mabegondo como reserva genética.

## Susceptibilidades
- Oidio: no presenta
- Moteado: no presenta
- Raíces aéreas: ataque medio
- Momificado: no presenta
- Pulgón lanígero: ataque débil
- Pulgón verde: ataque medio
- Araña roja: no presenta
- Chancro del manzano: no presenta.[3]